# Ирбитский драматический театр имени А. Н. Островского
Ирби́тский драмати́ческий теа́тр и́мени А. Н. Остро́вского — драматический театр в городе Ирбит (Свердловская область, Россия). Старейший в области, единственный в городе. С 90-х годов на площадке театра проходит межрегиональный фестиваль-конкурс «Ирбитские подмостки».

## История театра

### Дореволюционный период
Первое упоминание о театральном действии в Ирбите датировано 1800 годом — в рапорте городничего Хвощинского о сборе акцизных денег: «Для представления театров приезжают из разных городов сюда во время ярмарки». О театральных представлениях при Ирбитской ярмарке упоминает и А. Б. Костерина-Азарян в своей книге «Театральная старина Урала». Годом создания Ирбитского театра принято считать 1846 год. Первое деревянное здание было возведено на ул. Кривой (ныне ул. Калинина) на болотистом месте к весне 1845 года. Зрительный зал состоял из партера, лож, амфитеатра и галереи, освещение было керосиновым. Первый спектакль — «Ревизор» Н. В. Гоголя — был показан 1 февраля 1846 года труппой антрепренёра П. А. Соколова, он же и сыграл Городничего.
Именно здесь в феврале 1869 года произошло покушение на актрису Анну Романовскую, позже попавшее в качестве эпизода в роман Д. Мамина-Сибиряка.
Со временем для увеличения площади театра здание перестраивали, для чего снесли старый лабаз. Был сделан двухэтажный пристрой, два парапета с металлической решёткой на старой и новой стене, купол, а с северной стороны прилажено двухэтажное крыльцо, в зрительном зале оборудованы ложи.
 В 1879 году в нём выступала труппа П. М. Медведева: В. Н. Давыдов, 3. А. Рунич, И. П. Уманец-Райская, Е. Г. Пиунова-Шмитгоф, Е. А. Иванова и др.
В 1882 году Пермский губернатор запретил играть спектакли в старом здании — из-за его ветхости. В решении городской Думы было записано: «Место для нового деревянного театра отвести за городом, по Екатеринбургскому тракту, на левой стороне при выезде из города…» Городская Управа Ирбита заключила контракт с антрепренёром Ф. И. Надлером на строительство нового деревянного театра, и в 1883 году им был представлен план, однако вскоре Надлер внёс предложение о строительстве каменного театра. В результате городская Дума приняла решение выкупить двухэтажное каменное здание, ранее выстроенное под театр купчихой Н. Е. Рудаковой, усадьба которой располагалась на Екатеринбургской улице. Городская Дума одобрила проведение ремонтных работ в старом Рудаковском театре. Были переделаны лестницы, уборные для актёров, 20 лож, партер сделали с уклоном к сцене, между партером и сценой оборудовали помещение для музыкантов, укреплены двухъярусные галереи. Потолок был расписан музами и амурами петербургским живописцем Герасимовым. Заново был построен вестибюль с кассами, каменные и деревянные лестницы, курительная комната с камином, туалетные комнаты, буфет. Каменное здание по улице Екатеринбургской (ныне Орджоникидзе) с газово-спиртовым освещением открыли в 1884 году.
 На ирбитской сцене гастролировали К. А. Варламов, В. Ф. Комиссаржевская, Н. А. Самойлов-Мичурин.
В 1915 году по решению городской управы здание театра было отдано под жильё военнопленным первой мировой войны.

### Советский период
Постоянная профессиональная труппа в городе появилась только в 1919 году. По поручению Ирбитского уездного отдела народного образования её организатором и вдохновителем стал коренной ирбитчанин и потомственный артист А. Е. Иконников. Первый спектакль сыграли 20 октября 1920 года — «Без вины виноватые» А. Островского.
В период массовой коллективизации 1930-х годов театр получил статус колхозно-совхозного филиала Свердловского Драматического театра.
 В результате пожара 1932 года в работе основной площадки театра наступил перерыв, труппа была переведена в Красноуральск, а в помещении проводился ремонт. Тогда потолок покрыли росписью советской символики взамен утраченной дореволюционной.
С 1937 года Ирбитский театр стал самостоятельным учреждением.
С началом ВОВ актёры И. Кашников, А. Лихачёв, М. Клебанов и музыкант А. Ларионов ушли на фронт. Но работа театра не прекращалась: кроме спектаклей давались шефские концерты в госпиталях, на призывных пунктах, в воинских частях Уральского военного округа. За участие в них группа актёров была награждена Почётными грамотами Комитета по делам искусств при Совнаркоме СССР, среди них: Зоя Свинарская, Василий Смирнов, Мария Скворцова.
Силами коллектива театр внёс 50 тысяч рублей на постройку самолётной эскадрильи «Советский артист».
В 1947 году труппа театра пополнилась выпускниками Свердловского театрального института.
В 1950 году, будучи выдвинутым кандидатом в депутаты Верховного Совета СССР по Ирбитскому избирательному округу, Г. К. Жуков встречался здесь со своими избирателями. Об этом событии в 2014 году на здании театра установлена мемориальная доска.
 В 1950 году театру было присвоено имя А. Н. Островского.
В ночь на 13 апреля 1951 года в здании театра случился сильный пожар, из-за которого коллектив на время ремонта опять перевели в Красноуральск. Театр смог вернуться в Ирбит лишь к маю 1955 года.
В спектакде «Дали неоглядные» на сцене театра выступали В. П. Марецкая, Р. Я. Плятт, Е. А. Самойлов.
В 1983 году театр закрыли на длительный вялотекущий ремонт, продолжавшийся более 10 лет — артисты вновь вышли перед зрителем только в 90-е годы.

### Современный период
Решением Главы администрации г. Ирбита в 1993 году Ирбитский драматический театр им. А. Н. Островского получил статус муниципального.
С 1999 года Ирбитский театр — участник ежегодного областного конкурса-фестиваля «Браво!» в Екатеринбурге. В 2004 и 2009 годах сотрудники театра были отмечены наградами в номинациях: «Лучший актёрский дуэт» и «Лучшая работа сценографа».
В 2000-е стала функционировать малая сцена театра. В 2011 году коллектив подготовил уличное представление «Слобода Ирбеевская» (реж. Леван Допуа), показанное гостям девятой межрегиональной выставки-ярмарки в Ирбите.

…специалисты говорят, что площадной театр — неплохая перспектива для развития театра в городе и города в туризме.
— «Областная газета» № 285 09 августа 2011
Кроме Свердловской области Ирбитский театр гастролировал по городам Белоруссии, в Пермской, Тюменской областях.
В сентябре 2012 года организован и проведён I Межрегиональный театральный фестиваль спектаклей для детей и юношества «Зазеркалье». Задача фестиваля — обновление культурной среды города и знакомство зрителя с лучшими проектами театрального пространства.

…в Ирбите нет театра юного зрителя, да и в текущем репертуаре нашего театра спектаклей, рассчитанных на подростковую и молодёжную аудиторию практически нет. Отсюда и возникла идея фестиваля детских и юношеских спектаклей, основная задача которого привлечь в театр детей, подростков и молодёжь, нам бы очень хотелось заразить их театром. Именно для этого мы стараемся дать им возможность увидеть спектакли из других городов, других регионов.
— Виктор Моор, директор Ирбитского драмтеатра, сентябрь 2012
В сентябре 2014 года фестиваль «Зазеркалье» состоялся во второй раз.
С 2021 года в дни межрегиональной выставки-ярмарки "Ирбитская ярмарка" в пространстве городского парка имени 40-летия комсомола коллектив Ирбитской драмы проводит фестиваль ландшафтного театра "Ирбея".

#### Фестиваль «Ирбитские подмостки»
С 1993 года на площадке театра проводится Региональный фестиваль-конкурс «Ирбитские подмостки», который уже завоевал широкое признание зрителей, театральной общественности. Участие в нём театральных коллективов из Екатеринбурга, Перми, Тюмени, Кургана, Нижнего Тагила, Каменска-Уральского, Тобольска делают этот фестиваль значительным культурным событием Уральского региона.
Фестиваль «Ирбитские подмостки» хорош тем, что собирает театры малых городов и показывает равновеликие возможности коллективов, которые там представлены. Это настоящий реальный театр сегодняшней России. Это показатель того, что театр жив, что он сохраняет лицо — лицо не только театра, но и всей российской культуры.Владимир Лаптев, «Театральный сезон» № 7 2006
В 2007 году фестиваль получил статус межрегионального.
- 23—29 мая 1993 — I фестиваль «Ирбитские подмостки» (Участники: театр из Златоуста, 3 театра из Екатеринбурга, Ирбита)
- 23—29 мая 1996 — II фестиваль «Ирбитские подмостки» (Участники: театры Екатеринбурга, Нижнего Тагила, Ирбита)
- 10—12 июня 2001 — III фестиваль «Ирбитские подмостки» (Участники: театры из Екатеринбурга, Верхнего Уфалея, Каменска-Уральского, Серова, Тобольска, Нижнего Тагила, Новоуральска и Ирбита)
- 13—20 июня 2006 — IV региональный фестиваль-конкурс «Ирбитские подмостки» (Участники: театры из Тюмени, Каменска-Уральского, Екатеринбурга, Перми, Кургана, Тобольска, Нижнего Тагила, Тюмени и Ирбита)[11]
- 9—16 июня 2007 — V межрегиональный фестиваль-конкурс «Ирбитские подмостки» (Участники: театральные коллективы из Свердловской, а также Курганской, Пермской, Омской и Тюменской областей)
- 5—12 июня 2009 — VI межрегиональный театральный фестиваль-конкурс «Ирбитские подмостки» (Участники: театры из Свердловской области, Челябинска, Тобольска и Перми)
- 10—18 июня 2011 — VII межрегиональный театральный фестиваль-конкурс «Ирбитские подмостки»
- 15—22 июня 2013 — VIII межрегиональный театральный фестиваль-конкурс «Ирбитские подмостки» (Участники: театры из Тобольска, Магнитогорска, Тюмени, Нижнего Тагила, Шадринска, Первоуральска, Стерлитамака, Озерска)[13]
- 9—17 июня 2018 — IX межрегиональный театральный фестиваль «Ирбитские подмостки» (Участники: театры из Челябинска, Екатеринбурга, Краснотурьинска, Нижнего Тагила и Ирбита).
- июнь 2019 -
- 17—21 сентября 2020 — X межрегиональный фестиваль «Ирбитские подмостки», тема - "Эхо Года театра" (Участники: театры из Екатеринбурга, Каменск- Уральска, Озёрска, Перми, Серова, Тюмени и Ирбита)[14]
- 3 - 7 июня 2021 - XI межрегиональный театральный фестиваль "Ирбитские подмостки", тема - "В зоне турбулентности" (Участники: театры из Нижнего Тагила, Серова, Тюмени, Шадринска, Березников, Стерлитамака, Озёрска, Челябинска, Екатеринбурга).
- 13-17 июня 2023 - XII межрегиональный театральный фестиваль "Ирбитские подмостки", тема - "Островский и другая классика" (Участники: театры из Екатеринбурга, Нижнего Тагила, Новоуральска, Великого Новгорода, Истры, Нижнекамска, Самары, Верхнего Уфалея, Буинска и Ирбита).

В 2025 году фестиваль получит статус Всероссийского. XIII фестиваль "Ирбитские подмостки" пройдёт с 10 по 14 июня.

## Признание и награды
- 1978 — диплом 1-й степени III Всероссийского фестиваля национальной драматургии и театрального искусства народов СССР в Ленинграде (спектакль «Тревога» А. Петрашкевича, режиссёр Е. Вялков)
- 2004 — премия Свердловского областного конкурса-фестиваля «Браво!» — 2003 в номинации «Лучший актёрский дуэт» — актёрам Анатолию Яценко и Павлу Пепелеву за роли Большова и Подхалюзина в спектакле «Банкрот» А. Островского, реж. С. Шипулин[15]
- 2009 — премия Свердловского областного конкурса-фестиваля «Браво!» — 2008 в номинации «Лучшая работа сценографа» — художнику Виктору Моору за спектакль «Корабль дураков» Н. Коляды, реж. В. Медведев[16]
- 2009 — премия фестиваля «Ирбитские подмостки» в номинации «Лучшая работа художника» — Виктору Моору за спектакль «Оскар (14 писем Богу)»[17]
- 2018 — премия фестиваля «Ирбитские подмостки» в номинации «Лучшая роль второго плана» — Ксении Зверевой за роль Маланьи в спектакле «Не всё коту масленица» (Ирбитский драмтеатр)
- 2018 — Специальный диплом фестиваля «Ирбитские подмостки» «За сохранение театральных традиций и возрождение Межрегионального театрального фестиваля»[18]
- 2020 — премия Свердловского областного конкурса-фестиваля «Браво!» — 2019 в номинации «Лучший спектакль» (конкурс не проводился)[19][20].
- 2020 — гран-при Международного фестиваля Макдонаха — за спектакль «Красавица из Линэна»[21]

## Здание театра
Старое «рудаковское» здание перестраивалось в 1884 году, в проектировании принимал участие городовой архитектор, академик Юлий Дютель.
В 1900 году здание театра охватил сильный пожар. Восстановительными работами руководил И. Ф. Торопов. В 1901 году был сделан двухэтажный пристрой для вестибюля, два парапета и купол.
 В 1912 году здание получило электрическое освещение от собственной электростанции.
Из-за пожара 1951 года здание вновь реконструировалось в 1953—1955 годы, сцену тогда оборудовали поворотным кругом диаметром 8,4 метра.
Из-за аварийной разморозки отопительной системы театра в 1993 году долгое время спектакли шли на площадке Дворца культуры «Современник». Полноценная эксплуатация здания возобновилась лишь в декабре 2000 года.
Технические характеристики основной сцены:
- высота зеркала сцены — 6 м
- ширина зеркала сцены — 8,4 м
- глубина сцены — 9,5 м
- высота — 12 м
- глубина оркестровой ямы — 2 м
- мест в зрительном зале — 400

## Руководство
Директора:
- 1939—1940 — И. А. Сеге[23]
- 1940—1941 — З. А. Зинин
- 1941—1953 (октябрь) — Василий Голубев[24]
- 1948 — Казанский
- 1950-е — Яков Вербловский
- 1961— ? — Зинаида Черткова
- 1970-е — Г. Браславский
- 1980-е — Т. Д. Николаенкова
- 1980-е — Владимир Британов
- 1989—1994 — Борис Гинзбург
- 1994—2002 — Виктор Моор[25]
- 2002—2005 — Анатолий Матушкин
- 2005—2014 — Виктор Моор
- 2014—2015 — А. Н. Терентьев
- 2015—2017 — Борис Гинзбург[26]
- 2017— н. в. — Лилия Гундырева[27]

Главные режиссёры:
- 1940 — Скворцов
- 1941—1944 — Василий Ф. Истомин[23]
- 1944—1946 — Борис Гронский, з. д. и. РСФСР
- ? — ? — Александр Бердичевский
- 1961 — Георгий Гончаров
- 1961—1965 — Алексей Павлович Белолипецкий
- 1965—1967 — Кирилл Расторгуев
- 1967—1974 — Павел Розанов[28]
- 1974—1975 — Владимир Перунов
- 1975—1979 — Евгений Вялков
- 1979—1981 — Юрий Кужелев, з. д. и. РСФСР
- 1981—1982 — Дмитрий Сухачёв
- 1982—1983 — Виктор Шокуров
- 1983—1984 — Александр Вершинин
- 1984—1987 — Жанна Виноградова, з. д. и. РФ
- 1987—1988 — Казимир Малькович
- 1988—1990 — Юрий Экономцев
- 1990—1999 — Валерий Медведев
- 2003—2005 — Сергей Шипулин[29]
- 2006—2008 — Виталий Козлов
- 2009—2011 — Никита Ширяев, з. а. РФ[30]
- 2011—2017 — Леван Допуа
- 2017—2020 — Вячеслав Добровольский, з. д. и. РФ[31]
- 2021— н. в. — Александр Фукалов[21]

Главный художник театра — Виктор Моор, з. р. к. РФ (с 1982 года)

## Труппа театра

### В настоящее время
- Анчугин Вячеслав
- Аржевитин Владимир
- Гулиева Татьяна
- Зверева Ксения
- Зубова Виктория
- Иванова Оксана
- Ильин Владимир
- Калашников Антон
- Калашникова Ангелина
- Кизеров Алексей
- Кожин Ярослав
- Лаврова Алина
- Лютиков Святослав
- Лютикова (Валеева) Карина
- Назаров Тимофей
- Скворцова Ксения
- Фукалов Александр
- Чигуров Максим
- Шипулина (Бакакина) Ирина
- Эйрих Дина

### В прежние годы
- Александров Александр
- Алексеева Мария
- Андреев Дмитрий
- Архипов Евгений
- Балиев Сергей, з. а. РФ
- Баушева Екатерина
- Белозеров Игорь, н. а. РСФСР
- Бердичевский Александр
- Богданова Татьяна
- Бондаренко Пётр
- Борзов Александр
- Бушманов Радик
- Быстров Фёдор
- Валентинова Валентина
- Ванеева Полина, н. а. РСФСР
- Василенко Владимир
- Волков Виктор
- Волков Виталий
- Вялкова Светлана
- Галкина Наталья
- Гасенегер Михаил
- Гинзбург Борис
- Голубев Василий
- Гончарова Анна, з. а. РСФСР
- Гуляева Алёна
- Дергачёв Яков
- Допуа Анастасия
- Допуа Леван
- Железникова Анастасия
- Жетинёв Игорь
- Заика Вера
- Засим Нина
- Землянская Элеонора
- Игнатов Яков
- Иконников Анатолий
- Ильичёв Антон
- Кайгородов Василий, з. а. РСФСР
- Клебанов Михаил
- Капустин Александр
- Карякина (Прядеина) Нина, з. а. Казахской ССР
- Каткова Зоя
- Кашников Иван
- Коновалов Владислав
- Кудрявцев Николай
- Лихачёв Анатолий
- Логинова Виктория
- Лошенков Анатолий
- Лысенко Зинаида
- Манцевич Елена
- Матушкин Анатолий
- Махов Игорь
- Мельникова Анастасия
- Мерц Наталья
- Мордяшова Екатерина
- Мотыль Владимир, н. а. РФ
- Новицкий Жорж
- Нога Анатолий
- Нужденко Людмила
- Осадченко Владимир
- Пащенко Анна
- Пепелев Павел
- Перевалова Светлана, з. а. Республики Узбекистан
- Перевалов Владимир, з. а. Республики Бурятия
- Петренкова Зоя
- Петухов Александр
- Пиджаков Антон
- Писарев Евгений
- Поволжская Е. И.
- Поволжский Пётр
- Пономарёв Антон
- Рович Юрий
- Рощеня Наталья
- Самойлов Юрий
- Свинарская Зоя
- Семакин Валерий
- Сивков Владимир
- Симоранов Анатолий
- Скворцов Семён
- Скворцова Мария
- Скоморохова Татьяна
- Смирнов Василий
- Соколова Светлана
- Старожилов Виталий
- Стебловская Татьяна, н. а. Украины
- Стелли Анна
- Сычёв Геннадий
- Тараканова Светлана
- Татарникова Ирина
- Тушов Сергей
- Удинцева Лидия
- Удинцев Николай, з. а. РСФСР
- Ушакова Анна
- Федосеев Павел
- Франжоли Людмила
- Холмецкая Надежда
- Холстинина (Фучкина) Татьяна
- Худолей Владимир
- Черкасская Мария
- Шайдров Анатолий
- Шахов Виктор
- Ширяева Гелена
- Шорохов Анатолий
- Эльский И.
- Яценко Анатолий

## Афиша театра

### Современный репертуар
- «Ветер в тополях» Ж. Сиблейрас, реж. Татьяна Захарова (18 марта 2023)
- «Женитьба» Н. Гоголя, реж. Сергей Федотов
- «Живые картины» П. Барскова, реж. Алексей Кизеров (21 июня 2024)
- «Красавица из Линэна» М.-М. Донаха, реж. Сергей Федотов (24 января 2020)
- «Легенда о Красном Драконе» Д. Чайников, реж. Александр Фукалов (01 сентября 2023)
- «Любовь и голуби» В. Гуркина, реж. Игорь Жетинёв
- «Любовь по-французски!» М. Камолетти, реж. Сергей Балиев (24 апреля 2021)
- «Медея» Ж. Ануй, реж. Игорь Жетинёв (22 октября 2021)
- «Муфта, Полботинка и Моховая борода» Н. Колтышева, реж. Александр Фукалов (23 апреля 2023)
- «Не всё коту масленица» А. Островского, реж. Сергей Балиев (25 января 2018)
- «О любви и прочих бесах» скерцо-фантазия на колумбийские темы, реж. Ольга Самохотова (17 июня 2022)
- «Отпуск в рай» ("Преступник со справкой") Д. Салимзянов, реж. Максим Кальсин (18 октября 2024)
- «Поздняя любовь» А. Островского, реж. Александр Фукалов (19 февраля 2022)
- «Рабство мужей» А. Островского, реж. Никита Петрищев (07 марта 2024)
- «Рассказ о любви. Коллаж» Р. Брэдбери, реж. Юлия Волокитина-Колесникова" (7 апреля 2023)
- «Свои люди — сочтёмся» А. Островского, реж. Игорь Жетинёв
- «Свои собаки грызутся, чужая не приставай» А. Островского, реж. Александр Фукалов (09 декабря 2023)
- «Сказка о рыбаке и рыбке» А. Пушкин, реж. Ксения Зверева (13 апреля 2024)
- «Смешные люди» А. Аверченко, реж. Алексей Кизеров (30 сентября 2022)
- «Угонщица» А. Еньшина, реж. Александр Фукалов (25 ноября 2022)
- «Ханума» Б. Рацера, В. Константинова, реж. Вячеслав Добровольский (15 сентября 2018)
- «Цирк месье Жоржа» драматическая клоунада по мотивам повести А. Чехова «Каштанка», реж. Илья Бабушкин
- «Шутки классика» по мотивам произведений А. Чехова, реж. Сергей Балиев (29 марта 2019)

### Спектакли прошлого
- «Анжело» В. Гюго, реж. Василий Кайгородов (1958/1959)
- «Антонина» Г. Мамлина, реж. Н. Бойко
- «Аттестат зрелости», реж. Владимир Мотыль
- «Банкрот» А. Островского, реж. Сергей Шипулин
- «Баядерка»
- «Без вины виноватые» А. Островского, реж. Василий Голубев
- «Беседы с ангелом» А. Поникаровской, реж. Леван Допуа
- «Беспокойная старость» Л. Рахманова, реж. Василий Голубев (1957/1958)
- «Бесприданник» Л. Разумовской, реж. Сергей Шипулин (март 2003)
- «Бесприданница» А. Островского, реж. Василий Кайгорордов (1958/1959)
- «Бешеные деньги» А. Островского, реж. Леван Допуа
- «Битва в пути» Г. Николаевой, С. Радзинского, реж. Н. Галин (1958/1959)
- «Блудный сын» Э. Раннета, реж. Н. Кручинин (1958/1959)
- «Бронепоезд 14-69» В. Иванова
- «Варвара Волкова» А. Софронова, реж. А. Киссельгоф (1953/1954)
- «Вас вызывает Таймыр» К. Исаева, А. Галича, реж. А. Киссельгоф (1951/1952)
- «Васса Железнова» М. Горького, реж. В. Куликов (1952/1953)
- «Васса Железнова» М. Горького, реж. А. Скибневский
- «Вечер»
- «Власть тьмы» Л. Толстого, реж. Алексей Белолипецкий (1959/1960)
- «В ночь лунного затмения» М. Карима
- «В ночь на Второй авеню»
- «В ожидании Бибигона», И. Цунского, реж. Евгений Ланцов
- «В поисках радости» В. Розова
- «Волки и овцы» А. Н. Островского
- «Вороний камень» И. Груздева, Б. Четверикова
- «Всё как у людей» М. Камолетти, реж. Ольга Стороженко (26 мая 2017)
- «Всё начинается с любви» по пьесе «Старые дома» Г. Голубенко, Л. Сущенко, В. Хаита, реж. Вячеслав Добровольский (2019)
- «Где-то в Москве» В. Масса, М. Червинского
- «Глубокая разведка»
- «Гостиница „Астория“» А. Штейна
- «Горе от ума» А. Грибоедова
- «Город на заре» А. Арбузова, реж. Вячеслав Добровольский
- «Гроза» А. Н. Островского
- «Гроссмейстерский бал» И. Штемлера, реж. Павел Розанов
- «Дали неоглядные», Н. Вирта, реж. Н. Галин (1958/1959)
- «Два капитана» по роману В. Каверина
- «Девицы-красавицы» А. Симукова, реж. В. Куликов (1952/1953)
- «Девушка с гор» или «Трембита» В. Масса, М. Червинского, реж. А. Киссельгоф (1950/1951)
- «Декамерон», реж. Сергей Балиев
- «Деньги» А. Софронова, реж. С. Дудкин (1956/1957)
- «Деньги на бочку» по пьесе Б. Рацера и В. Константинова «Диоген», реж. Вячеслав Добровольский (21 апреля 2017)
- «Деревья умирают стоя» А. Касона
- «Дети Ванюшина» С. Найдёнова
- «Дети солнца» М. Горького
- «Дикий ангел»
- «Доктор философии» Б. Нушича, реж. В. Куликов (1955/1956)
- «Долгожданный»
- «Домик на окраине» А. Арбузова (1957)
- «Дорогая Памела» Дж. Патрика
- «Доходное место» А. Островского
- «Егор Булычов и другие» М. Горького
- «Единственный свидетель» А. Тур, П. Тур, реж. В. Ласьков
- «Екатерина II, гренадер и шаман сибирский» по пьесе Э. Вериго (июнь 2011)
- «Ещё не вечер» Ф. Булякова, реж. Никита Ширяев (2009)
- «Жди меня» К. Симонова
- «Женитьба», Н. Гоголя, реж. Л. Векслер (1951/1952)
- «Женитьба Бальзаминова» по мотивам трилогии А. Островского
- «Женитьба Белугина» А. Н. Островского, реж. В. Куликов (1953/1954)
- «Живите долго» Н. Птушкиной, реж. Анатолий Яценко
- «Житейская история» Я. Ялунера, реж. А. Гриднев
- «За вторым фронтом» В. Собко
- «За горизонтом» И. Гайдаенко и И. Беркуна (1950/1951)
- «За тех, кто в море» Б. Лавренёва
- «Западная граница» И. Прута, Н. Шпанова, реж. А. Киссельгоф (1951/1952)
- «Запутанный узел» Л. Шейнина, реж. С. Дудкин (1957/1959)
- «Зверь»
- «Здравствуй, солнышко» Г. Горланова, реж. Геннадий Горланов (1994)
- «Золотопромышленники» по роману Д. Мамина-Сибиряка «Золото» (1954/1955)
- «Зыковы» М. Горького, реж. Василий Кайгородов (1958/1959)
- «Иван да Марья» В. Гольдфельда, реж. В. Куликов (1952/1953)
- «Иван Рыбаков» В. Гусева
- «Именем революции» М. Шатрова, реж. Д. Левин (1959/1960)
- «Игра в одинокую женщину»
- «Игра воображения» Эмиля Брагинского
- «Калиновая роща» А. Корнейчука, реж. А. Киссельгоф (1950/1951)
- «Клоп» В. Маяковского, реж. Н. Бойко
- «Ключ для двоих» Дж. Чепмена и Д. Фримена, реж. Никита Ширяев (1 февраля 2009)
- «Коварство и любовь» Ф. Шиллера
- «Колесо Фортуны» А. Мардань, реж. Вячеслав Добровольский (23 июня 2017)
- «Корабль дураков» Н. Коляды, реж. Валерий Медведев
- «Король веселится»
- «Кремлёвские куранты» Н. Погодина
- «Крепость на Волге»
- «Крестьянка» по мотивам Н. Некрасова, реж. Никита Ширяев (2009)
- «Крошка» Ж. Летраза, реж. Сергей Шипулин (3 апреля 2004)
- «Кряжевы» В. Лаврентьева, реж. А. Киссельгоф (1953/1954)
- «Лекарь поневоле» Мольера
- «Лёшка и кошка» С. Дилина, М. Шифмана
- «Ловушка» Р. Тома (30 мая 1987)
- «Льдина и холодина»
- «Люблю… люблю» В. Масса, М. Червинского, реж. П. Бойцов (1959/1960)
- «Любовь людей» Д. Богославского, реж. Леван Допуа (2013)
- «Любовь под вязами» Ю. О’Нила
- «Любовь Яровая» К. Тренёва
- «Маленькие трагедии» Александр Пушкин
- «Мария Стюарт» Ф. Шиллера, реж. Юрий Кужелев
- «Матерь человеческая» В. Закруткина
- «Месть» И. Юмагулова, реж. Павел Розанов
- «Мечта командира» А. Антокольского, реж. Р. Семейкин
- «Милая моя лгунья», реж. Сергей Балиев
- «Мои надежды» М. Шатрова
- «Молодой человек»
- «Мораль пани Дульской» Г. Запольской
- «Московский характер» А. Софронова, реж. Владимир Мотыль
- «На бойком месте» А. Островского, реж. Валерий Медведев (19 декабря 1998)
- «На дне» М. Горького
- «На золотом дне» Д. Мамина-Сибиряка
- «Наконец-то нам повезло» А. Салынского, реж. Геннадий Горланов (1995)
- «Нашествие» Л. Леонова, реж. Юрий Кужелев
- «Не бойся Тимми!» А. Расева, реж. Валерий Медведев (2014)
- «Не всё коту масленица» А. Островского, реж. И. Эльский (1951/1952)
- «Не всё коту масленица» А. Островского (12 декабря 2000)
- «Обман»
- «Обочина»
- «Обыкновенный человек» Л. Леонова
- «Овод» по роману Э.-Л. Войнич
- «Овраг» К. Сергиенко, реж. Сергей Тушов (15 сентября 2017)
- «Огненный мост» Б. Ромашова
- «Окно в лесу»
- «Они жили в Ленинграде» О. Берггольц совм. с Г. Макогоненко (1944)
- «Опасный возраст» С. Нариньяни, реж. А. Виленский-Боголюбов (1959/1960)
- «Опасный перекрёсток» М. Маклярского, А. Спешнева, реж. В. Куликов (1953/1954)
- «Оптимистическая трагедия» В. Вишневского, реж. Н. Галин (1957)
- «Оскар (14 писем Богу)» по новелле Э.-Э. Шмитта, реж. Никита Ширяев (2009)
- «О тех, кто любит» А. Антокольского, реж. Павел Розанов
- «Ошибка Анны» М. Маклярского, Д. Холендро, реж. Д. Левин, С. Дудкин (1955/1956)
- «Паночка», реж. Евгений Ланцов
- «Парень из нашего города» К. Симонова
- «Первая весна» Г. Николаевой, С. Радзинского, реж. Н. Галин (1955/1956)
- «Первая конная» Героическая эпопея в 4-х циклах, с прологом и эпилогом В. Вишневского, реж. Н. Галин (1957/1958)
- «Платон Кречет» А. Корнейчука
- «Пограничники»
- «Поднятая целина» по роману М. Шолохова
- «Подсадная утка»
- «Поздняя любовь» А. Островского
- «Порог» А. Дударева, реж. Сергей Шипулин (2004)
- «Порочный круг» Д. Нигро, реж. Вячеслав Добровольский (23 февраля 2018)
- «Последние» М. Горького, реж. В. Куликов (1955/1956)
- «Последний срок» В. Г. Распутина, реж. Евгений Вялков
- «Последняя женщина Дон Жуана» А. Жуховицкого, реж. Сергей Балиев (27 марта 2005)
- «Последняя жертва» А. Островского, реж. С. Дудкин (1957/1958)
- «Потерянный дом» С. Михалкова, реж. А. Киссельгоф (1951/1952)
- «Правда хорошо, а счастье лучше» А. Островского
- «Преступление без наказания» (1 февраля 2003)
- «Приваловские миллионы» по роману Д. Мамина-Сибиряка
- «Привидения» Г. Ибсена
- «Приключения Стёпки-Растрёпки»
- «При чужих свечах» Н. Птушкиной, реж. Анатолий Яценко
- «Пушкин», реж. Владимир Мотыль
- «Разлом» Б. Лавренёва, реж. А. Киссельгоф (1950/1951)
- «Расплата»
- «Ревизор» Н. Гоголя, реж. В. Яблочкин
- «Революционный этюд» М. Шатрова, реж. Юрий Кужелев
- «Ромео и Джульетта» В. Шекспира, реж. Александр Бердичевский
- «Русский вопрос» К. Симонова
- «Русские люди» К. Симонова
- «Самый последний день» Б. Васильева
- «Свадьба брачного афериста» О. Данека, реж. Павел Розанов
- «Светит, да не греет» А. Островского
- «Сердце не камень» А. Островского, реж. А. Киссельгоф (1953/1954)
- «Сильные духом» Д. Медведева, реж. А. Киссельгоф (1952/1953)
- «Синие кони на красной траве» М. Шатрова, реж. Юрий Кужелев
- «Синие росы» Н. Зарудного, реж. Павел Розанов
- «Слово о Горьком» Н. Кожевникова, П. Розанова, реж. Павел Розанов
- «Слуга двух господ» К. Гольдони
- «С любимыми не расставайтесь» А. Володина, реж. Валерий Медведев
- «Смешной день»
- «Снегурочка» А. Островского, (26 февраля 2016)
- «Собака» В. Красногорова, реж. Вячеслав Добровольский (28 сентября 2017)
- «Собака на сене» Л. де Вега
- «Стакан воды» Э. Скриба
- «Странная миссис Сэвидж» Дж. Патрика, реж. Е. Янин
- «Стряпуха» А. Софронова, реж. П. Бойцов (1959/1960)
- «Суд идёт»
- «Тайфун» Цао Юй, реж. Александр Бердичевский
- «Таланты и поклонники» А. Островского, реж. Анатолий Иконников (1958/1959)
- «Такими мы были» Ю. Петухова, реж. Павел Розанов
- «Тектоника чувств» (2009)
- «Тревога» или «Земной рай» О. Васильева, реж. А. Киссельгоф (1951/1952)
- «Тревога» А. Петрашкевича, реж. Евгений Вялков
- «Трое в пути»
- «Угрюм-река» по роману В. Шишкова
- «Уральская быль» Д. Мамина-Сибиряка
- «Ухабы» В. Пистоленко, реж. В. Куликов (1953/1954)
- «Факир на час» В. Дыховичного, М. Слободского, реж. Н. Галин (1957/1958)
- «Хижина дяди Тома» А. Бруштейн, реж. А. Киссельгоф (1951/1952)
- «Хитроумная влюблённая» Л. де Вега
- «Хозяйка гостиницы» К. Гольдони
- «Хрустальный ключ» Е. Бондаревой, реж. В. Куликов (1955/1956)
- «Цыган» по одноимённому роману А. Калинина
- «Человек с ружьем» Н. Погодина
- «Чёрные птицы» Н. Погодина
- «Чёртова мельница» И. Шток, реж. Н. Галин (1956/1957)
- «Шведская спичка» В. Баскина, реж. Вячеслав Добровольский (20 октября 2017)
- «Шестеро любимых» А. Арбузова, реж. Василий Кайгородов (1958/1959)
- «Шторм» В. Билль-Белоцерковского
- «Эти свободные бабочки» Л. Герша
- «Это было в Минске» А. Кучера
- «Юность отцов» Б. Горбатова